# NGC 4712
NGC 4712 (również PGC 43368 lub UGC 7977) – galaktyka spiralna (Sbc), znajdująca się w gwiazdozbiorze Warkocza Bereniki. Odkrył ją John Herschel 28 marca 1832 roku.